# Траунер, Александр
Александр Траунер (фр. Alexandre Trauner, имя при рождении — Шандор Траунер (венг. Sándor Trauner); 3 августа 1906, Будапешт, Австро-Венгрия — 5 декабря 1993, Омонвиль-ла-Петит, округ Шербур, Манш, Франция) — французский кинохудожник венгерского происхождения.

## Биография
Александр Траунер родился 3 августа 1906 года в Будапеште, Австро-Венгрия (сейчас Венгрия). После изучения живописи в венгерской Королевской школе изящных искусств, в 1929 году он эмигрировал в Париж, где стал ассистентом художника Лазаря Меерсон, работая на создание таких фильмов, как «Свободу нам!» и «Героическая кермесса». С 1937 году начал работать как художник-декоратор. 
Как художник-постановщик Александр Траунер работал над главными фильмами Марселя Карне: «Набережная туманов», «День начинается» и «Дети райка». Он также создал эскизы декораций для «Свидетеля обвинения» и нескольких других фильмов Билли Уайлдера. Работал также с такими режиссерами, как Ив и Марк Аллегре, Джон Хьюстон, Джозеф Лоузи, Бертран Тавернье и Люк Бессон. 
В 1961 году Александр Траунер совместно с Эдвардом Д. Бойлом получил премию «Оскар» за лучшую работу художника-постановщика в фильме Билли Вайдлера «Квартира». Также он 7 раз был номинирован на получение французской национальной кинопремии «Сезар», получив три награды (в 1977, 1980 и 1986 годах). 
В 1980 году Александр Траунер входил в состав жюри 30-го Берлинского международного кинофестиваля, возглавляемого Ингрид Тулин.